# Непослушник 2. Вспомнить всё
«Непослушник 2» (на постере имеет название «Непослушник 2: Вспомнить всё») — российский комедийный фильм Владимира Котта с Виктором Хориняком в главной роли. Выход в прокат в России состоялся 15 декабря 2022 года. Является продолжением (сиквелом) к фильму «Непослушник», который вышел 3 февраля 2022 года. Фильм на данный момент заработал более 7 миллионов долларов и получил смешанный приём от критиков и зрителей из-за скучного сюжета и устаревшего юмора.
Телевизионная премьера фильма состоялась 6 января 2024 года на телеканале «Россия-1».

## Сюжет
К отцу Анатолию собирается на исповедь криминальный авторитет, который решил покаяться в своих грехах и начать новую жизнь. Но в тот же вечер священник после падения теряет память и забывает кто он, как жил и во что верил! А грешник требует исповедь — ведь он уже перевёл солидную сумму на пожертвование. Исправить ситуацию берётся наш герой Димонстр. Под присмотром бандита он решается на самый масштабный пранк в своей жизни — восстановить яркие моменты жизни отца Анатолия, начиная с детства. По мнению врачей, есть шанс, что это может помочь вернуть память. В попытке «обмануть» память батюшки, Дима будет превращать реальность в фрагменты прошлого, используя декорации, спецэффекты, каскадёров, монахов, самого авторитета, Ефросинью, папу и просто актёров. Отец Анатолий проживёт свою жизнь заново… Но поможет ли это ему вспомнить всё? Полный ребут и шухер, лишь бы пионер Толик вновь стал отцом Анатолием!

## В ролях
| Актёр                | Роль                                          |
| -------------------- | --------------------------------------------- |
| Виктор Хориняк       | Дима                                          |
| Юрий Кузнецов        | отец Анатолий, настоятель Димитрова монастыря |
| Татьяна Орлова       | Ефросинья, руководитель иконописной школы     |
| Гоша Куценко         | Саша Чёрный, криминальный авторитет           |
| Таисия Вилкова       | Настя, ученица иконописной школы, жена Димы   |
| Сергей Селин         | Петрович, отец Димы                           |
| Маргарита Аброськина | Нателла                                       |
| Александр Комиссаров | монах                                         |
| Антон Ескин          | монах                                         |
| Олег Каменщиков      | монах                                         |
| Александр Синюков    | монах                                         |
| Владислав Кудряев    | монах                                         |
| Марина Дюжева        | Ольга, первая любовь отца Анатолия            |

## Производство
5 декабря 2022 года было официально объявлено, что компания «Каропрокат» при участии телеканала «Россия-1» выпустит на широкие экраны лирическую комедию режиссёра Владимира Котта «Непослушник 2». Главные роли в картине исполнили Виктор Хориняк, Юрий Кузнецов, Таисия Вилкова, Гоша Куценко, Татьяна Орлова, Маргарита Аброськина. После успешного проката первой части, которая собрала в феврале-марте более 300 миллионов рублей, «Непослушник 2» стал одним из самых ожидаемых российских проектов этого года. 
«Первую часть мы снимали зимой и это было настоящим испытанием для актёров и группы, говорит режиссёр картины Владимир Котт. — Конечно, все справились с суровыми условиями, но были рады, что во второй части фильма действие происходит летом. Основная часть съёмочного периода прошла в Шуе в Ивановской области. После выхода первого фильма монастырь стал местной достопримечательностью. Жители с гордостью рассказывают туристам, что здесь снимали комедию „Непослушник“. А в храме даже сохранили фреску, которую мы нарисовали для съёмок».

## Критика
«Непослушник 2» получил смешанные отзывы критиков и зрителей. На сайте Кинопоиск фильм получил 6.0/10, а на Отзовике фильм получил около 55 % одобрения, со средней оценкой в 3,3/5. На Западе фильм оценили более прохладно, а именно на iMDb фильм получил лишь 5.1/10 с преобладанием оценки 5.